# Andrew Little (Fußballspieler)
Andrew Little (* 12. Mai 1989 in Enniskillen) ist ein nordirischer Fußballspieler.

## Karriere

### Verein
Andrew Litte kam 2006 vom nordirischen Klub Ballinamallard United in die Jugendabteilung der Glasgow Rangers. 2008 erzielte er beim 3:1-Finalerfolg im Scottish FA Youth Cup gegen den Erzrivalen Celtic Glasgow in der Verlängerung den 2:1-Führungstreffer. Im Juli 2008 unterzeichnete er seinen ersten Profivertrag beim schottischen Traditionsverein Glasgow Rangers, kam in seiner ersten Profisaison überwiegend im Reserveteam zum Einsatz. Er gab sein Pflichtspieldebüt am 25. April 2009 im Pokalhalbfinale gegen den FC St. Mirren, als er nach 81 Minuten für Kris Boyd eingewechselt wurde. In der Scottish Premier League debütierte er als Einwechselspieler am 26. September 2009 im Spiel gegen Aberdeen. Seinen ersten Treffer für die Rangers erzielte er in seinem vierten Ligaspiel am 23. Januar 2010 gegen die Heart of Midlothian. Er wurde nach 78 Minuten für Kirk Broadfoot eingewechselt und markierte elf Minuten später den 1:1-Ausgleichstreffer für die Rangers.

### Nationalmannschaft
Little durchlief ab der U-17 alle Jugendnationalmannschaften Nordirlands. Er gab sein Debüt für die U-21-Auswahl am 19. August 2008 in der Partie gegen Polen. Nach vier Spielen für die U-21 Nordirlands, debütierte Andrew Little am 28. März 2009 für das nordirische Fußballnationalteam in der Partie gegen Polen, er wurde in der 92. Minute für David Healy eingewechselt. Seinen zweiten Einsatz für Nordirland absolvierte er am 6. Juni 2009 gegen Italien, als er von Beginn an auflaufen durfte. In der 82. Minute wurde er für Martin Donnelly ausgewechselt.